# Tol
Tol es un lugar y una parroquia del concejo de Castropol, en el Principado de Asturias.
Alberga una población de 399 habitantes, y ocupa una extensión de 10,43 km².

## Entidades de población
| Nombre (en español) | Nombre oficial (en eonaviego) |
| ------------------- | ----------------------------- |
| Barrionuevo         | Barrionovo                    |
| Boudois             | Os Boudóis                    |
| Bourio              |                               |
| Brul                |                               |
| Cabaleiros          |                               |
| Fuente              | A Fonte                       |
| Magosteiras         | As Magosteiras                |
| Navalín             |                               |
| Pedras              | As Pedras                     |
| Peruyeira           | A Peruyeira                   |
| Pumarega            | A Pumarega                    |
| Tol                 |                               |
| Tombín de Tol       | El Tombín                     |
| Villasivil          | Vilasibil                     |

### Sitios
- Buenavista
- Ca Pachón
- Cabanela
- A Caleya
- El Carbayín
- A Cernada
- El Córrigo
- El Fondrigo
- A Fonteveya
- As Fontiquías
- A Forxa
- A Granda
- El Mazo
- A Morena
- A Pedreira
- El Pereiro
- El Regueiro
- Vaudelarca
- Vieiro